# 中国共产党第二十届中央委员会候补委员列表
中国共产党第二十次全国代表大会于2022年10月16日至22日在北京召开。大会选举产生中国共产党第二十届中央委员会候补委员171名。

## 委员名单
- 中国共产党第二十次全国代表大会选举产生第二十届中央委员会候补委员171名（按得票多少为序排列，得票相等的，按姓氏笔画为序排列）[1]：
  - 丁向群（女）、丁兴农、于立军、于吉红（女）、于会文（满族）、马汉成（回族）、王健、王曦、王立岩、王永红、王抗平、王庭凯、王新伟、王嘉毅、韦韬（壮族）、方永祥、方红卫、邓亦武、邓修明、石玉钢（苗族）、石正露、卢红（女）、卢东亮、付文化、丛亮、包钢（蒙古族）、邢善萍（女）、吉林、曲莹璞、吕军、朱天舒、朱文祥、朱芝松、朱国贤、朱鹤新、刘珺、刘捷、刘强、刘仲华、刘洪建、刘桂平、刘烈宏、刘敬桢、关志鸥（满族）、汤广福、安伟、农生文（壮族）、孙向东、孙金明、孙梅君（女）、纪斌、杜江峰、李云泽、李文堂、李术才、李石松（白族）、李红军、李贤玉（女，朝鲜族）、李明俊、李明清、李建榕（女）、李荣灿、李殿勋、李儒新、杨斌（彝族）、杨晋柏、连茂君、时光辉、吴浩、吴清、吴强（侗族）、吴孔明、吴俊宝、吴胜华（布依族）、吴朝晖、邱勇、何雅玲（女）、谷澍、沈莹（女）、沈丹阳、张伟、张政、张凤中、张文兵、张安顺、张国华、张忠阳、张金良、张春林、张荣桥、张超超、张智刚、陈杰、陈雍（满族）、陈永奇、陈宏敏、陈建文、陈瑞峰、林克庆、杭义洪、罗强（苗族）、罗东川、金东寒、周志鑫、周建国、郑学选、赵东（满族）、胡文容、施小琳（女）、姜辉、姜国平、洪庆（朝鲜族）、祖力亚提·司马义（女，维吾尔族）、费东斌、费高云、姚林、袁洁、袁古洁（女）、夏林茂、徐留平、凌焕新、郭芳（女）、郭元强、郭宁宁（女）、郭永红（女）、郭竹学、诸葛宇杰、黄如（女，回族）、黄旭聪、黄志强、黄路生、曹淑敏（女）、龚旗煌、常进、崔玉忠、崔永辉、康义、彭佳学、葛巧红（女）、董卫民、韩立明（女）、覃伟中、景建峰、傅爱国、普布顿珠（藏族）、曾益新、曾赞荣、温刚、蓝晓（瑶族）、虞爱华、窦贤康、蔡允革、蔡丽新（女）、蔡希良、嘎玛泽登（藏族）、廖林、缪建民、黎湘、魏文徽、才让太（藏族）、王旭东、王晓云（女）、杨发森、肖川、余剑锋、宋志勇、宋鱼水（女）、张晶、周长奎、施金通（苗族）、王成
- 递补为中央委员[2]：丁向群、于立军、于吉红
- 开除党籍：孙金明、李石松[2]、杨发森[3]、朱芝松[4]
- 接受调查：费东斌[5]、吴胜华[6]

## 委员职务
| 姓名                         | 年龄                 | 级别 | 职类   | 任内职务 | 备注                                           |
| ---------------------------- | -------------------- | ---- | ------ | --- | ---------------------------------------------- |
| 丁向群 女                    | 1965年6月（60歲）    | 副部 | 国企   | —2024.10 安徽省委常委、组织部部长 2024.10—中国人民保险集团党委书记、董事长                                                                                         | 2024年7月递补为中央委员                        |
| 丁兴农                       | 1963年2月（62歲）    | 中将 | 解放军 | —2024.4 战略支援部队政治工作部主任 2024.4—火箭军副政委 |                                                |
| 于立军                       | 1967年8月（57歲）    | 副部 | 省委   | —2024.9 四川省委常委、组织部部长 2024.9—四川省委副书记、政法委书记                                                                                                 | 2024年7月递补为中央委员                        |
| 于吉红 女                    | 1967年1月（58歲）    | 副部 | 学者   | 北京师范大学党委副书记、校长 | 中国科学院院士，化学家 2024年7月递补为中央委员 |
| 于会文 满族                  | 1968年10月（56歲）   | 副部 | 部委   | —2024.4 重庆市委常委、万州区委书记 2024.4—生态环境部党组成员、副部长                                                                                               |                                                |
| 马汉成 回族                  | 1968年1月（57歲）    | 副部 | 省委   | —2024.12 宁夏回族自治区党委常委、统战部部长 2024.12—贵州省委副书记、政法委书记                                                                                     |                                                |
| 王健                         | 1965年9月（59歲）    | 副部 | 省政府 | 辽宁省委常委、常务副省长 |                                                |
| 王曦                         | 1966年8月（58歲）    | 副部 | 省委   | 广东省委常委、统战部部长 | 中国科学院院士                                 |
| 王立岩                       | 1962年（62—63歲）    | 中将 | 解放军 | —2024.10 中央军委联勤保障部队司令员 2024.10—火箭军副司令员 |                                                |
| 王永红                       | 1969年6月（56歲）    | 副部 | 国务院 | 国务院副秘书长，国家机关事务管理局局长 |                                                |
| 王抗平                       | 1965年（59—60歲）    | 中将 | 解放军 | —2024.10 东部战区副司令员 2024.10—中央军委联勤保障部队司令员 |                                                |
| 王庭凯                       | 1967年1月（58歲）    | 副部 | 省委   | —2024.3 天津市委常委、政法委书记 2024.3—天津市委常委、市纪委书记、市监委主任                                                                                       |                                                |
| 王新伟                       | 1967年8月（57歲）    | 正部 | 省政府 | —2024.3 辽宁省委常委、沈阳市委书记 2024.3—2025.2 辽宁省委副书记、沈阳市委书记 2025.2—辽宁省委副书记、辽宁省人民政府省长                                            |                                                |
| 王嘉毅                       | 1965年12月（59歲）   | 副部 | 部委   | —2022.11 甘肃省委副书记 2022.11—教育部党组成员、副部长、总督学 |                                                |
| 韦韬 壮族                    | 1970年4月（55歲）    | 正部 | 省政府 | —2025.7 山西省委常委、太原市委书记 2025.7—广西壮族自治区党委副书记，广西壮族自治区人民政府主席                                                                     |                                                |
| 方永祥                       | 1966年8月（58歲）    | 中将 | 解放军 | —2024.3 南部战区副政治委员兼战区陆军政治委员 2024.3—中央军委办公厅主任                                                                                             |                                                |
| 方红卫                       | 1966年6月（59歲）    | 副部 | 大城市 | 陕西省委常委、西安市委书记 |                                                |
| 邓亦武                       | 1965年10月（59歲）   | 副部 | 国企   | 中国储备粮管理集团党组书记、董事长 |                                                |
| 邓修明                       | 1964年12月（60歲）   | 正部 | 最高法 | —2023.6 江苏省委副书记 2023.6—最高人民法院党组副书记、常务副院长                                                                                                   |                                                |
| 石玉钢 苗族                  | 1965年7月（59—60歲） | 副部 | 省委   | 云南省委副书记 |                                                |
| 石正露                       | 1963年2月（62歲）    | 中将 | 解放军 | 北部战区副司令员兼战区陆军司令员 |                                                |
| 卢红 女                      | 1968年2月（57歲）    | 副部 | 大城市 | —2024.7 重庆市委常委、统战部部长 2024.7—重庆市委常委、万州区委书记                                                                                                 |                                                |
| 卢东亮                       | 1973年12月（51歲）   | 正部 | 省政府 | —2024.12 山西省委常委、大同市委书记 2024.12—2025.5 山西省委常委、常务副省长 2025.5—山西省委副书记、山西省人民政府省长                                              |                                                |
| 付文化                       | 1965年1月（60歲）    | 中将 | 解放军 | —2025.1 北京市委常委、北京卫戍区司令员 2025.1—武警部队副司令员 |                                                |
| 丛亮                         | 1971年12月（53歲）   | 副部 | 部委   | —2023.8 国家粮食和物资储备局党组书记、局长 2023.4—2024.6 国家发展和改革委员会党组成员、副主任 2024.6—国务院发展研究中心党组成员、副主任                            |                                                |
| 包钢 蒙古族                  | 1969年5月（56歲）    | 副部 | 大城市 | 内蒙古自治区党委常委、呼和浩特市委书记 |                                                |
| 邢善萍 女                    | 1968年4月（57歲）    | 副部 | 省委   | —2024.5 福建省委常委、组织部部长 2024.5—陕西省委副书记 |                                                |
| 吉林                         | 1962年4月（63歲）    | —    | —      | —2024.9 中央社会主义学院党组书记、第一副院长 |                                                |
| 曲莹璞                       | 1965年（59—60歲）    | 副部 | 中央   | 中国日报社社长兼总编辑 |                                                |
| 吕军                         | 1967年（57—58歲）    | 副部 | 国企   | —2025.2 中粮集团党组书记、董事长 2025.2—中国大唐集团党组书记、董事长                                                                                               |                                                |
| 朱天舒                       | 1968年5月（57歲）    | 副部 | 省委   | —2023.7 甘肃省委常委、兰州市委书记 2023.7—宁夏回族自治区党委常委、政法委书记                                                                                       |                                                |
| 朱文祥                       | 1963年12月（61歲）   | 中将 | 解放军 | 武警部队副司令员 |                                                |
| 朱芝松                       | 1969年2月（56歲）    | /    | /      | / | 2025年6月被开除党籍                            |
| 朱国贤                       | 1964年9月（60歲）    | 正部 | 省政协 | —2023.1 湖南省委副书记 2023.1—吉林省政协党组书记、主席 |                                                |
| 朱鹤新                       | 1968年3月（57歲）    | 副部 | 部委   | —2023.11 中国中信集团党委书记、董事长 2023.11—中国人民银行副行长，国家外汇管理局局长                                                                               |                                                |
| 刘珺                         | 1972年（52—53歲）    | 副部 | 国企   | —2024.4 交通银行党委副书记、行长、副董事长 2024.4—中国工商银行党委副书记、行长、副董事长                                                                           |                                                |
| 刘捷                         | 1970年1月（55歲）    | 正部 | 省政府 | —2023.10 浙江省委常委、杭州市委书记 2023.10—2024.12 浙江省委副书记、杭州市委书记 2024.12—浙江省委副书记、浙江省人民政府省长                                        |                                                |
| 刘强                         | 1971年3月（54歲）    | 副部 | 大城市 | 山东省委常委、济南市委书记 |                                                |
| 刘仲华                       | 1965年3月（60歲）    | 正厅 | 学者   | 湖南师范大学党委副书记、校长 | 中国工程院院士，茶学家                         |
| 刘洪建                       | 1973年1月（52歲）    | 副部 | 大城市 | 云南省委常委、昆明市委书记 |                                                |
| 刘桂平                       | 1966年5月（59歲）    | 副部 | 省委   | —2025.5 天津市委常委、常务副市长 2025.5—天津市委副书记 |                                                |
| 刘烈宏                       | 1968年10月（56歲）   | 副部 | 部委   | —2023.7 中国联通党组书记、董事长 2023.7—国家数据局党组书记、局长                                                                                                   |                                                |
| 刘敬桢                       | 1967年11月（57歲）   | 正厅 | 国企   | —2024.6 中国医药集团党委书记、董事长 2024.6—中国物流集团党委书记、董事长                                                                                           |                                                |
| 关志鸥 满族                  | 1969年12月（55歲）   | 正部 | 部委   | —2024.10 自然资源部党组成员、国家林草局局长 2024.10—自然资源部党组书记、部长，国家自然资源总督察                                                                   |                                                |
| 汤广福                       | 1966年8月（58歲）    | /    | 学者   | 北京怀柔实验室主任 | 中国工程院院士 电力系统电力电子技术专家        |
| 安伟                         | 1966年5月（59歲）    | 副部 | 大城市 | 河南省委常委、郑州市委书记 |                                                |
| 农生文 壮族                  | 1965年8月（59歲）    | 副部 | 大城市 | 广西壮族自治区党委常委、南宁市委书记 |                                                |
| 孙向东                       | 1968年9月（56歲）    | 少将 | 解放军 | 中国人民解放军空降兵95829部队部队长 |                                                |
| 孙金明                       | 1965年3月（60歲）    | /    | /      | / | 2024年7月被开除党籍                            |
| 孙梅君 女                    | 1965年7月（59—60歲） | 正部 | 部委   | —2023.11 北京市委常委、组织部部长 2023.11—2025.1 河南省委副书记、政法委书记 2025.1—海关总署党委书记、署长                                                          |                                                |
| 纪斌                         | 1966年（58—59歲）    | 副部 | 群团   | 中华全国台湾同胞联谊会党组书记、副会长 |                                                |
| 杜江峰                       | 1969年6月（56歲）    | 副部 | 部委   | —2022.12 中国科学技术大学党委常委、副校长 2022.12—2025.2 浙江大学党委副书记、校长 2025.2—教育部党组成员、副部长                                                    |                                                |
| 李云泽                       | 1970年9月（54歲）    | 正部 | 部委   | —2023.5 四川省委常委、常务副省长 2023.5—国家金融监督管理总局党委书记、局长                                                                                         |                                                |
| 李文堂                       | 1965年6月（60歲）    | 副部 | 中央   | —2023.6 中共中央党校（国家行政学院）教育长 2023.6—中共中央党校（国家行政学院）副校长（副院长）                                                                     |                                                |
| 李术才                       | 1965年12月（59歲）   | 副部 | 学者   | 山东大学党委副书记、校长 | 中国工程院院士                                 |
| 李石松 白族                  | 1969年2月（56歲）    | /    | /      | / | 2024年12月被双开                               |
| 李红军                       | 1965年9月（59歲）    | 副部 | 大城市 | 江西省委常委、南昌市委书记 |                                                |
| 李贤玉 女，朝鲜族            | 1965年4月（60歲）    | 少将 | 学者   | 中国人民解放军火箭军研究院总工程师 | 中国工程院院士                                 |
| 李明俊                       | 1970年9月（54歲）    | 正厅 | 基层   | —2022.12 开封市委常委、兰考县委书记 2022.12—平顶山市委副书记、平顶山市人民政府市长                                                                                 |                                                |
| 李明清                       | 1965年6月（60歲）    | 副部 | 省人大 | —2023.2 重庆市委副书记、政法委书记 2023.2—重庆市委副书记 2025.1—重庆市人大常委会副主任                                                                             |                                                |
| 李建榕 女                    | 1966年（58—59歲）    | /    | 学者   | 中国航空发动机研究院院长 | 航空发动机专家                                 |
| 李荣灿                       | 1966年9月（58歲）    | 正部 | 省政协 | —2023.1 湖北省委副书记 2023.1—海南省政协党组书记、主席 |                                                |
| 李殿勋                       | 1967年11月（57歲）   | 正部 | 省政府 | —2023.9 湖南省委常委、常务副省长 2023.9—2024.12 湖南省委副书记 2025.1—湖北省委副书记、湖北省人民政府省长                                                           |                                                |
| 李儒新                       | 1969年10月（55歲）   | 正厅 | 学者   | 上海科技大学党委书记、副校长 | 中国科学院院士，光学家                         |
| 杨斌 彝族                    | 1966年9月（58歲）    | 副部 | 大城市 | —2023.12 云南省人民政府党组成员、副省长 2023.12—云南省委常委、曲靖市委书记                                                                                         |                                                |
| 杨晋柏                       | 1973年4月（52歲）    | 副部 | 省委   | —2023.1 北京市委常委、副市长 2023.1—2025.3 北京市委常委、统战部部长 2025.3—海南省委副书记、政法委书记                                                              |                                                |
| 连茂君                       | 1970年11月（54歲）   | 副部 | 大城市 | 天津市委常委、滨海新区区委书记 |                                                |
| 时光辉                       | 1970年1月（55歲）    | 副部 | 省委   | —2024.10 贵州省委副书记、政法委书记 2024.10—内蒙古自治区党委副书记、政法委书记                                                                                     |                                                |
| 吴浩                         | 1972年2月（53歲）    | 副部 | 中央   | —2024.1 江西省委常委、组织部部长 2024.1—中央组织部副部长兼干部二局局长                                                                                             |                                                |
| 吴清                         | 1965年4月（60歲）    | 正部 | 部委   | —2023.7 上海市委常委、常务副市长 2023.7—2024.2 上海市委副书记、政法委书记 2024.2—中国证监会党委书记、主席                                                          |                                                |
| 吴强 侗族                    | 1966年8月（58歲）    | 副部 | 省政府 | 贵州省委常委、常务副省长 |                                                |
| 吴孔明                       | 1964年7月（60—61歲） | —    | —      | —2025.6 农业农村部党组成员、中国农业科学院院长 | 中国工程院院士 植物保护学家                    |
| 吴俊宝                       | 1965年5月（60歲）    | 中将 | 解放军 | 东部战区空军司令员 |                                                |
| 吴胜华 布依族                | 1966年10月（58歲）   | 副部 | 大城市 | 贵州省委常委、毕节市委书记 | 2025年7月24日被查                              |
| 吴朝晖                       | 1966年12月（58歲）   | 正部 | 部委   | —2022.11 浙江大学党委副书记、校长 2022.11—2024.4 科学技术部党组成员、副部长 2024.4—中国科学院党组副书记、常务副院长                                                | 中国科学院院士                                 |
| 邱勇                         | 1964年7月（60—61歲） | 副部 | 学者   | 清华大学党委书记 | 中国科学院院士                                 |
| 何雅玲 女                    | 1963年9月（61歲）    | /    | 学者   | 西安交通大学学术委员会主任，学位委员会副主席 | 中国科学院院士 工程热物理专家                  |
| 谷澍                         | 1967年8月（57歲）    | 副部 | 国企   | 中国农业银行党委书记、董事长 |                                                |
| 沈莹 女                      | 1965年5月（60歲）    | 正部 | 中央   | —2022.12 黑龙江省委常委、常务副省长 2022.12—2023.11 江苏省委常委、组织部部长 2023.11—2024.7 江苏省委副书记 2024.7—中央统战部副部长，全国工商联党组书记、常务副主席 |                                                |
| 沈丹阳                       | 1965年2月（60歲）    | 正部 | 部委   | —2023.6 海南省委常委、常务副省长 2023.6—2024.9 海南省委副书记、政法委书记 2024.9—国务院研究室党组书记、主任                                                        |                                                |
| 张伟                         | 1968年（56—57歲）    | 副部 | 国企   | 国家石油天然气管网集团党委书记、董事长 |                                                |
| 张政                         | 1966年4月（59歲）    | 正部 | 群团   | —2024.2 河北省委常委、宣传部部长 2024.2—2025.3 文化和旅游部党组副书记、副部长 2025.3—中国文学艺术界联合会党组书记、副主席、书记处书记                              |                                                |
| 张凤中                       | 1966年3月（59歲）    | 中将 | 解放军 | —2023.4 火箭军第66基地政治委员 2023.4—火箭军政治工作部主任 |                                                |
| 张文兵                       | 1971年11月（53歲）   | 副部 | 省委   | 2022.3—2025.6 湖北省委常委、组织部部长 2025.6—湖北省委常委、常务副省长                                                                                             |                                                |
| 张安顺                       | 1965年4月（60歲）    | 副部 | 省人大 | —2023.12 黑龙江省委常委、哈尔滨市委书记 2023.12—2025.1 黑龙江省委副书记 2025.1—黑龙江省人大常委会副主任                                                            |                                                |
| 张国华                       | 1964年11月（60歲）   | 正部 | 省政协 | 河北省委常委，雄安新区党工委书记、管委会主任 —2023.1 河北省人民政府副省长 2024.1—河北省政协党组书记、主席                                                          |                                                |
| 张忠阳                       | 1970年10月（54歲）   | 副部 | 国企   | 中国航天科技集团党组副书记、总经理、董事 |                                                |
| 张金良                       | 1969年11月（55歲）   | 副部 | 国企   | —2024.3 中国建设银行党委副书记、行长、副董事长 2024.3—中国建设银行党委书记、董事长                                                                                 |                                                |
| 张春林                       | 1965年2月（60歲）    | 正部 | 省政协 | —2023.11 新疆维吾尔自治区党委副书记、宣传部部长 2023.11—2025.1 山西省委副书记 2025.1—山西省政协党组书记、主席                                                      |                                                |
| 张荣桥                       | 1966年3月（59歲）    | /    | 学者   | 中国火星探测任务“天问一号”总设计师 | 中国科学院院士                                 |
| 张超超                       | 1967年12月（57歲）   | 副部 | 大城市 | 河北省委常委、石家庄市委书记 |                                                |
| 张智刚                       | 1964年11月（60歲）   | 副部 | 国企   | —2024.3 国家电网党组副书记、总经理、董事 2024.3—国家电网党组书记、董事长                                                                                           |                                                |
| 陈杰                         | 1965年7月（59—60歲） | 副部 | 学者   | —2023.1 同济大学党委副书记、校长 2023.1—2024.11 教育部党组成员、副部长 2024.11—哈尔滨工业大学党委书记                                                              | 中国工程院院士                                 |
| 陈雍 满族                    | 1966年10月（58歲）   | 正部 | 省政协 | —2023.1 宁夏回族自治区党委副书记 2023.1—宁夏回族自治区政协党组书记、主席                                                                                           |                                                |
| 陈永奇                       | 1967年11月（57歲）   | 副部 | 省委   | —2024.12 西藏自治区党委副书记、常务副主席 2024.12—江西省委副书记                                                                                                   |                                                |
| 陈宏敏                       |                      | /    | 学者   | 北京航天飞行控制中心主任 |                                                |
| 陈建文                       | 1965年9月（59歲）    | 正部 | 中央   | —2024.10 广东省委常委、宣传部部长 2024.10—人民日报社总编辑 |                                                |
| 陈瑞峰                       | 1966年5月（59歲）    | 副部 | 中央   | —2023.3 青海省委常委、西宁市委书记 2023.3—中央统战部副部长，国家宗教事务局局长                                                                                     |                                                |
| 林克庆                       | 1966年10月（58歲）   | 正部 | 省政协 | —2023.6 广东省委常委、广州市委书记 2023.1—广东省政协党组书记、主席                                                                                                 |                                                |
| 杭义洪                       | 1962年7月（62—63歲） | 副部 | 学者   | —2024.6 中国工程物理研究院党委书记 |                                                |
| 罗强 苗族                    | 1970年5月（55歲）    | 副部 | 省政府 | —2023.1 黔东南州委书记 2023.1—贵州省人民政府党组成员、副省长 |                                                |
| 罗东川                       | 1965年10月（59歲）   | 正部 | 省政府 | —2023.1 福建省委副书记、政法委书记 2023.1—2024.12 福建省委副书记 2025.1—青海省委副书记，青海省人民政府省长                                                         |                                                |
| 金东寒                       | 1961年1月（64歲）    | 副部 | 学者   | —2025.1 天津大学党委副书记、校长 |                                                |
| 周志鑫                       | 1965年8月（59歲）    | 少将 | 学者   | 中国人民解放军军事航天部队航天工程大学校长 | 中国科学院院士 空间遥感应用专家                |
| 周建国                       | 1964年9月（60歲）    | 中将 | 解放军 | —2023.1 武警新疆总队司令员 2023.1—武警部队参谋长 |                                                |
| 郑学选                       | 1966年4月（59歲）    | 副部 | 国企   | 中国建筑集团党组书记、董事长 |                                                |
| 赵东 满族                    | 1970年7月（54—55歲） | 副部 | 国企   | 中国石油化工集团党组副书记、总经理、董事 |                                                |
| 胡文容                       | 1964年7月（60—61歲） | 正部 | 省政协 | —2023.1 上海市委常委、组织部部长 2023.1—上海市政协党组书记、主席                                                                                                   |                                                |
| 施小琳 女                    | 1969年5月（56歲）    | 正部 | 省政府 | —2023.7 四川省委常委、成都市委书记 2023.7—2024.6 四川省委副书记、成都市委书记 2024.6—四川省委副书记、四川省人民政府省长                                            |                                                |
| 姜辉                         | 1969年11月（55歲）   | 副部 | 省委   | 重庆市委常委、宣传部部长 |                                                |
| 姜国平                       | 1962年10月（62歲）   | 中将 | 解放军 | 北部战区副司令员兼参谋长 |                                                |
| 洪庆 朝鲜族                  | 1976年11月（48歲）   | 正厅 | 基层   | 延边州委副书记、延边州人民政府州长 |                                                |
| 祖力亚提·司马义 女，维吾尔族 | 1977年9月（47歲）    | 正厅 | 基层   | —2023.3 喀什大学党委副书记、副校长 2023.3—2024.10 新疆维吾尔自治区教育厅党组书记、厅长 2024.10—江苏省生态环境厅党组书记                                            |                                                |
| 费东斌                       | 1970年8月（54歲）    | /    | /      | —2025.6 交通运输部党组成员，国家铁路局党组书记、局长 | 2025年6月12日被查                              |
| 费高云                       | 1971年8月（53歲）    | 副部 | 大城市 | —2022.12 江苏省委常委、常务副省长 2022.12—2025.4 安徽省委常委、常务副省长 2025.4—安徽省委常委、合肥市委书记                                                        |                                                |
| 姚林                         | 1965年10月（59歲）   | 副部 | 国企   | 中国矿产资源集团党组书记、董事长 |                                                |
| 袁洁                         | 1965年8月（59歲）    | —    | —      | —2024.4 中国航天科工集团党组书记、董事长 | 国际宇航科学院院士                             |
| 袁古洁 女                    | 1968年5月（57歲）    | 副部 | 省委   | 广东省委常委、政法委书记 |                                                |
| 夏林茂                       | 1970年5月（55歲）    | 副部 | 省政府 | —2023.1 北京市委常委、教育工委书记 2023.1—北京市委常委、常务副市长                                                                                                 |                                                |
| 徐留平                       | 1964年10月（60歲）   | 正部 | 群团   | —2023.2 中国第一汽车集团党委书记、董事长 2023.2—中华全国总工会党组书记、副主席、书记处第一书记                                                                     |                                                |
| 凌焕新                       | 1962年3月（63歲）    | 上将 | 解放军 | —2023.6 中央军委纪委副书记 2023.6—中国人民解放军军事科学院政治委员                                                                                                 |                                                |
| 郭芳 女                      | 1970年10月（54歲）   | 副部 | 部委   | —2023.1 上海市委常委、虹口区委书记 2023.1—2023.6 上海市委常委、副市长 2023.6—生态环境部党组成员、副部长                                                            |                                                |
| 郭元强                       | 1965年7月（59—60歲） | 副部 | 大城市 | 湖北省委常委、武汉市委书记 |                                                |
| 郭宁宁 女                    | 1970年7月（54—55歲） | 副部 | 大城市 | —2024.5 福建省委常委、常务副省长 2024.5—2025.5 福建省委常委、福州市委书记 2025.5—福建省委副书记、福州市委书记                                                      |                                                |
| 郭永红 女                    | 1968年7月（56—57歲） | 副部 | 省委   | —2023.1 陕西省委常委、统战部部长 2023.1—2025.7陕西省委常委、组织部部长 2025.7—天津市委常委、组织部部长                                                             |                                                |
| 郭竹学                       | 1966年11月（58歲）   | 副部 | 国企   | —2024.10 中国国家铁路集团党组副书记、总经理 2024.10—中国国家铁路集团党组书记、董事长                                                                               |                                                |
| 诸葛宇杰                     | 1971年5月（54歲）    | 副部 | 省委   | —2023.3 上海市委副书记、政法委书记 2023.3—湖北省委副书记 |                                                |
| 黄如 女，回族                | 1969年11月（55歲）   | 副部 | 部委   | —2025.1 东南大学党委副书记、校长 2025.1—国家发展和改革委员会党组成员（副部长级）                                                                                   |                                                |
| 黄旭聪                       | 1968年8月（56歲）    | 中将 | 解放军 | 中部战区副司令员兼参谋长 |                                                |
| 黄志强                       | 1970年6月（55歲）    | 副部 | 省政府 | 内蒙古自治区党委常委、常务副主席 |                                                |
| 黄路生                       | 1965年1月（60歲）    | 正厅 | 学者   | 江西农业大学党委书记 | 中国科学院院士 动物遗传育种学家                |
| 曹淑敏 女                    | 1966年7月（58—59歲） | 正部 | 部委   | —2023.5 中央网信办（国家网信办）副主任 2023.5—中央宣传部副部长，国家广电总局党组书记、局长                                                                         |                                                |
| 龚旗煌                       | 1964年8月（60歲）    | 副部 | 学者   | 北京大学党委副书记、校长 |                                                |
| 常进                         | 1966年7月（58—59歲） | 副部 | 学者   | —2023.12 中国科学院国家天文台台长 2023.4—2024.10 中国科学院党组成员、副院长 2024.10—中国科学技术大学党委副书记、校长                                               |                                                |
| 崔玉忠                       | 1964年11月（60歲）   | 中将 | 解放军 | 海军副司令员 |                                                |
| 崔永辉                       | 1970年11月（54歲）   | 副部 | 大城市 | 福建省委常委、厦门市委书记 |                                                |
| 康义                         | 1966年8月（58歲）    | 副部 | 部委   | 国家统计局党组书记、局长 |                                                |
| 彭佳学                       | 1965年5月（60歲）    | 副部 | 省人大 | —2025.1 浙江省委常委、宁波市委书记 2025.1—浙江省人大常委会党组副书记、副主任                                                                                       |                                                |
| 葛巧红 女                    | 1970年7月（54—55歲） | 副部 | 国企   | —2023.12 焦作市委书记 2023.12—中储粮集团党组副书记、总经理、董事                                                                                                   |                                                |
| 董卫民                       | 1968年9月（56歲）    | 副部 | 省政府 | —2023.8 湖北省委常委、常务副省长 2023.8—四川省委常委，常务副省长                                                                                                   |                                                |
| 韩立明 女                    | 1964年9月（60歲）    | 副部 | 省政协 | —2024.12 江苏省委常委、南京市委书记 2024.12—江苏省政协党组副书记、副主席                                                                                           |                                                |
| 覃伟中                       | 1971年7月（53—54歲） | 副部 | 大城市 | 深圳市委副书记、深圳市人民政府市长 |                                                |
| 景建峰                       | 1966年（58—59歲）    | 中将 | 解放军 | 中央军委联合参谋部副参谋长 |                                                |
| 傅爱国                       | 1964年11月（60歲）   | —    | —      | —2024.9 中国人民解放军国防科技大学政委 |                                                |
| 普布顿珠 藏族                | 1972年11月（52歲）   | 副部 | 省委   | —2023.10 西藏自治区党委常委、拉萨市委书记 2023.10—2025.1 四川省委常委、副省长 2025.1—四川省委常委、统战部部长                                                      |                                                |
| 曾益新                       | 1962年10月（62歲）   | 正部 | 部委   | 国家卫生健康委党组副书记、副主任，中央保健委员会副主任 |                                                |
| 曾赞荣                       | 1969年8月（55歲）    | 副部 | 大城市 | —2023.12 山东省委常委、常务副省长 2023.12—山东省委常委、青岛市委书记                                                                                               |                                                |
| 温刚                         | 1966年8月（58歲）    | —    | —      | —2024.12 中国船舶集团党组书记、董事长 |                                                |
| 蓝晓 瑶族                    | 1969年12月（55歲）   | 正厅 | 基层   | 崇左市委书记 |                                                |
| 虞爱华                       | 1965年9月（59歲）    | 副部 | 省政协 | —2024.1 安徽省委常委、合肥市委书记 2024.1—2025.1 安徽省委副书记、政法委书记 2025.1—安徽省政协党组副书记、副主席                                                    |                                                |
| 窦贤康                       | 1966年1月（59歲）    | 副部 | 部委   | —2022.11 武汉大学党委副书记、校长 2022.11—科学技术部党组成员，国家自然科学基金委员会主任                                                                           |                                                |
| 蔡允革                       | 1971年12月（53歲）   | 副部 | 省委   | 重庆市委常委、组织部部长 |                                                |
| 蔡丽新 女                    | 1971年10月（53歲）   | 副部 | 中央   | —2024.3 广西壮族自治区党委常委，常务副主席 2024.3—中央社会工作部副部长                                                                                             |                                                |
| 蔡希良                       | 1966年8月（58歲）    | 副部 | 国企   | —2024.8 中国人寿保险集团党委副书记、副董事长、总裁 2024.8—中国人寿保险集团党委书记、董事长                                                                         |                                                |
| 嘎玛泽登 藏族                | 1967年12月（57歲）   | 正部 | 省政府 | —2024.5 西藏自治区党委常委、统战部部长 2024.5—2024.10 西藏自治区党委常委、常务副主席 2024.10—西藏自治区党委副书记、西藏自治区人民政府主席                          |                                                |
| 廖林                         | 1966年2月（59歲）    | 副部 | 国企   | —2024.2 中国工商银行党委副书记、行长、副董事长 2024.2—中国工商银行党委书记、董事长                                                                                 |                                                |
| 缪建民                       | 1965年1月（60歲）    | 副部 | 国企   | 招商局集团党委书记、董事长，招商银行党委书记、董事长 |                                                |
| 黎湘                         | 1967年9月（57歲）    | 少将 | 解放军 | 中国人民解放军国防科技大学校长 | 中国科学院院士 雷达目标识别领域专家            |
| 魏文徽                       | 1966年3月（59歲）    | 中将 | 解放军 | 南部战区副司令员 |                                                |
| 才让太 藏族                  | 1969年11月（55歲）   | 副部 | 省政府 | 青海省委常委、副省长 |                                                |
| 王旭东                       | 1967年2月（58歲）    | 副部 | 部委   | 文化和旅游部党组成员、故宫博物院院长 |                                                |
| 王晓云 女                    | 1968年6月（57歲）    | /    | 学者   | 中国移动副总工程师，技术部总经理、研究院院长 |                                                |
| 杨发森                       | 1971年2月（54歲）    | /    | /      | / | 2025年3月被开除党籍                            |
| 肖川                         |                      | /    | 学者   | 中国兵器工业集团总研究师、首席科学家 |                                                |
| 余剑锋                       | 1965年10月（59歲）   | 副部 | 国企   | 中国核工业集团党组书记、董事长 |                                                |
| 宋志勇                       | 1965年8月（59歲）    | 副部 | 部委   | 交通运输部党组成员，中国民用航空局党组书记、局长 |                                                |
| 宋鱼水 女                    | 1966年2月（59歲）    | 副厅 | 基层   | 北京知识产权法院党组成员、副院长兼政治部主任 |                                                |
| 张晶                         | 1982年（42—43歲）    | /    | 基层   | 中国石油大庆钻探工程公司钻井二公司1205钻井队队长 |                                                |
| 周长奎                       | 1969年5月（56歲）    | 副部 | 群团   | 中国残联党组书记、副主席、理事长 |                                                |
| 施金通 苗族                  | 1979年5月（46歲）    | 副科 | 基层   | 花垣县双龙镇副镇长，十八洞村党支部书记、村委会主任 |                                                |
| 王成                         | 1969年6月（56歲）    | 副部 | 党委   | —2025.1 浙江省委常委、组织部部长 2025.1—浙江省委副书记 |                                                |